# Sint-Johanneskerk (Waddewarden)
De Sint-Johanneskerk (Duits: St.-Johannes-Kirche) is een protestants kerkgebouw in Waddewarden in de gemeente Wangerland (Oost-Friesland). De kerk staat op een warft en werd in de 13e eeuw gebouwd. Bezienswaardig in de kerk zijn met name de fresco's, het doopvont uit de 13e eeuw, een vleugelaltaar uit het jaar 1661 en de kansel uit 1649.

## Bouwgeschiedenis
Aan de kerk gingen meerdere houten voorgangers vooraf. Het huidige gebouw werd in 1246 op een terp gebouwd. De westelijke gevel werd in de 19e eeuw omkleed met een bakstenen muur. Het interieur kende oorspronkelijk gewelven, die later werden vervangen door het huidige balkenplafond, dat in de 17e eeuw werd beschilderd . Een vroeger dichtgemetseld portaal aan de zuidelijke kant van de kerk werd later heropend. Karakteristiek is de vrijstaande klokkentoren. Het rijk versierde altaar (1661) werd net als de kansel (1649) door Jacob Cröpelin gebouwd.

## Orgel

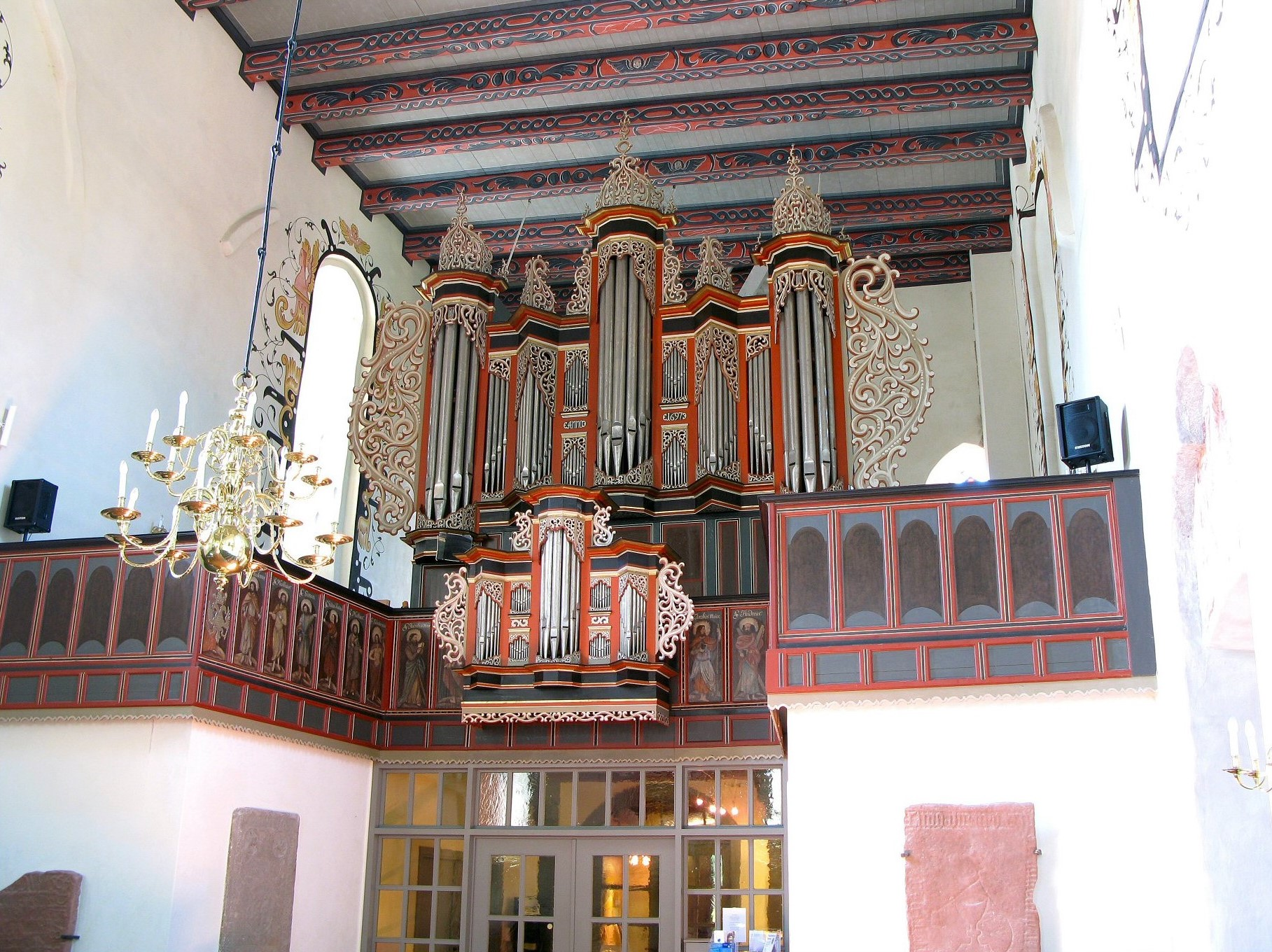
Orgel

In 1697 bouwde Joachim Kayser uit Jever in de Waddewarder Johanneskerk een orgel met twee manualen en een rugpositief en aangehangen pedaal. In 1870 voegde de orgelbouwer Schmid een zelfstandig pedaalwerk toe, maar in 1933 werd het orgel door Alfred Führer uit Wilhelmshaven in de oude staat terug gebracht. In het jaar 1966 werd ongeveer 50% van de nog bestaande pijpmateriaal gestolen, toen het orgel in verband met de renovatie van de kerk elders lag opgeslagen. Een nauwgezette reconstructie van de pijpen in het materiaal en bouwwijze volgde in 1966.

## Fresco's
De muurbeschilderingen in de apsis zijn laatgotisch en tonen Maria en Johannes onder een triomferende Christus. Meer fresco's werden tijdens een renovatie blootgelegd.